# 呉羽駅
 呉羽駅（くれはえき）は、富山県富山市呉羽町にある、あいの風とやま鉄道線の駅である。
2015年3月14日の北陸新幹線開業による経営移管までは、西日本旅客鉄道（JR西日本）北陸本線の駅であった。

## 歴史

1959年（昭和34年）当時の呉羽駅を紹介する新聞記事

富山駅が現在地に移転するのに合わせて、小杉駅 - 富山駅間の中間駅として計画された駅である。当時の西呉羽村が駅の誘致運動を行い、姉倉比売神社の北側山地を削って駅の土地を提供したという経緯がある。
- 1908年（明治41年）
  - 11月3日：官設鉄道の小杉駅 - 富山駅間の婦負郡西呉羽村小竹に新設され一般駅として開業する[3][4][5]。
  - 11月16日：隣駅たる富山駅の移転により、当駅 - 富山駅間の経路が変更される[6]。
- 1909年（明治42年）10月12日：線路名称が制定され、北陸本線所属駅となる[7]。
- 1958年（昭和33年）9月29日：当駅 - 小杉駅間が複線化する[8]。
- 1960年（昭和35年）5月31日：当駅 - 富山駅間が複線化する[8]。
- 1969年（昭和44年）10月1日：営業範囲を改正し、手荷物及び小荷物の配達取扱を廃する[9]。
- 1971年（昭和46年）10月1日：営業範囲を改正し、旅客、手荷物、小荷物及び専用線発着車扱貨物を取扱う駅となる[10]。ただし、配達取扱を行わない[10]。
- 1974年（昭和49年）10月1日：営業範囲を改正し、旅客、荷物及び車扱貨物を取扱う駅となる[11]。
- 1984年（昭和59年）2月1日：営業範囲を改正し、貨物の取扱を廃止して旅客駅となる[12]。
- 1985年（昭和60年）3月14日：営業範囲を改正し、荷物の取扱を廃止する[13]。
- 1987年（昭和62年）
  - 3月31日：営業範囲を改正し、荷物（但し新聞紙に限る）の取扱を開始する[14]。
  - 4月1日：国鉄分割民営化により、西日本旅客鉄道の駅となる[4]。
- 1992年（平成4年）11月：みどりの窓口の営業を開始する[15]。
- 1997年（平成9年）7月9日：各種企画乗車券や航空券等の取扱も可能なマルスシステムを導入する[16]。
- 2000年（平成12年）4月：夜間無人駅となる[17]。
- 2015年（平成27年）
  - 3月13日：この日をもってみどりの窓口の営業を終了。
  - 3月14日：北陸新幹線金沢延伸開業に伴い、あいの風とやま鉄道の駅となる[18][1]。
  - 3月26日：ICカード「ICOCA」供用開始[19]。
- 2024年（令和6年）
  - 3月16日：朝の富山発泊行きの２本が、当駅始発に変更
  - 3月21日：北口改札の完成記念式典を開催。同年3月22日より利用開始[20]。

## 駅構造
単式ホーム1面1線と島式ホーム1面2線、計2面3線のホームを有する地上駅である。駅舎（南側改札口）は単式の1番線ホーム側にあり、島式の2・3番線ホームへは跨線橋で連絡している。2014年（平成26年）にはエレベーター、エレベーター専用の跨線橋が整備され（従前の階段跨線橋と併用）、これに併せて改札口部分がバリアフリー化された。2024年（令和6年）にはエレベーター跨線橋を北に延長し北口改札を、また同跨線橋から各ホームへの階段をそれぞれ新設した。これに併せて従前の階段跨線橋は廃止された。
JR北陸本線時代末期は富山地域鉄道部が管轄し、ジェイアール西日本金沢メンテック（現：JR西日本金沢メンテック）が駅務を受託する業務委託駅であった。あいの風とやま鉄道への経営移管後も業務委託駅の形態は維持されたが、みどりの窓口は経営移管に合わせて廃止された。
駅舎内には待合室の設備があり、構内には便所が設置されている。

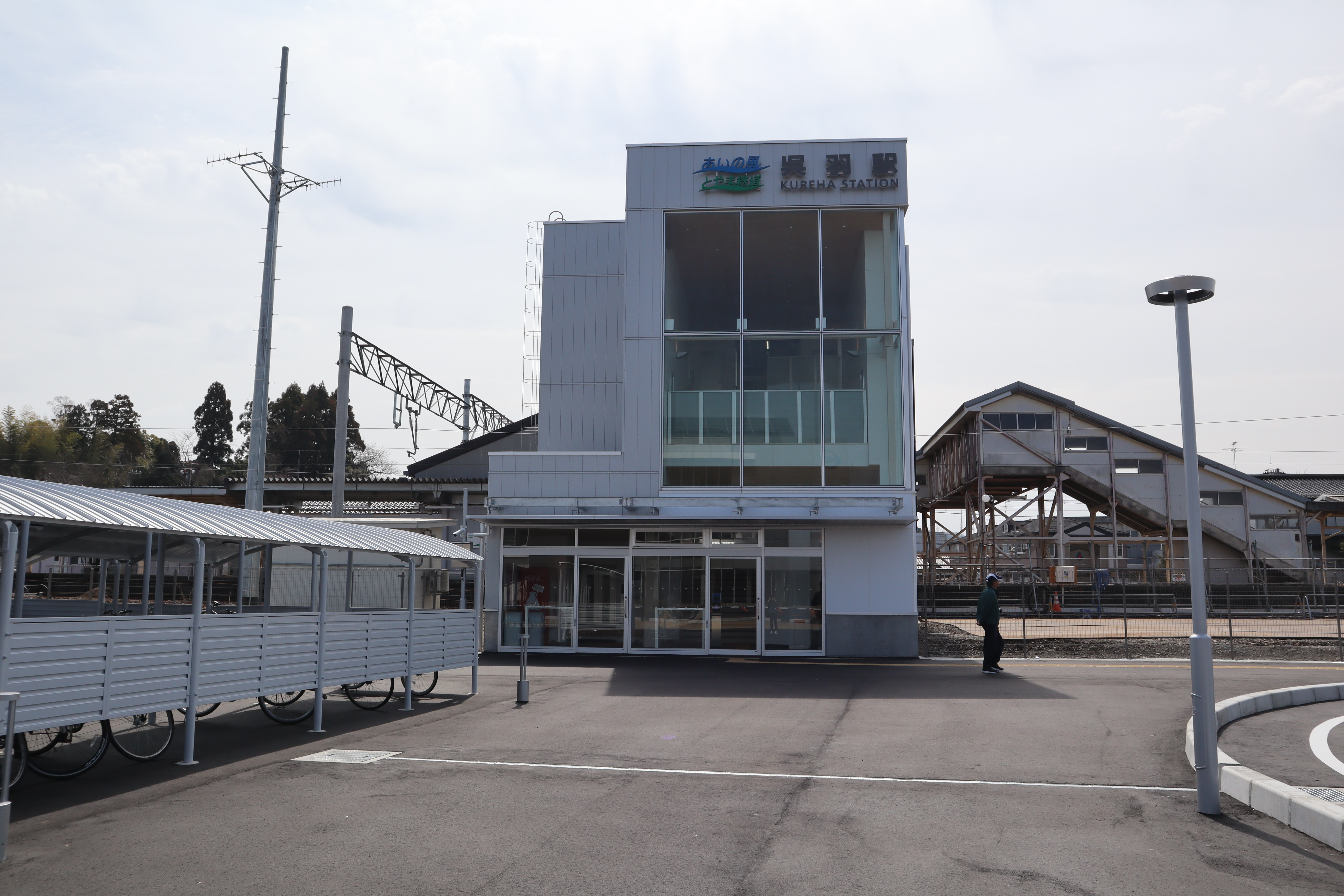
北口
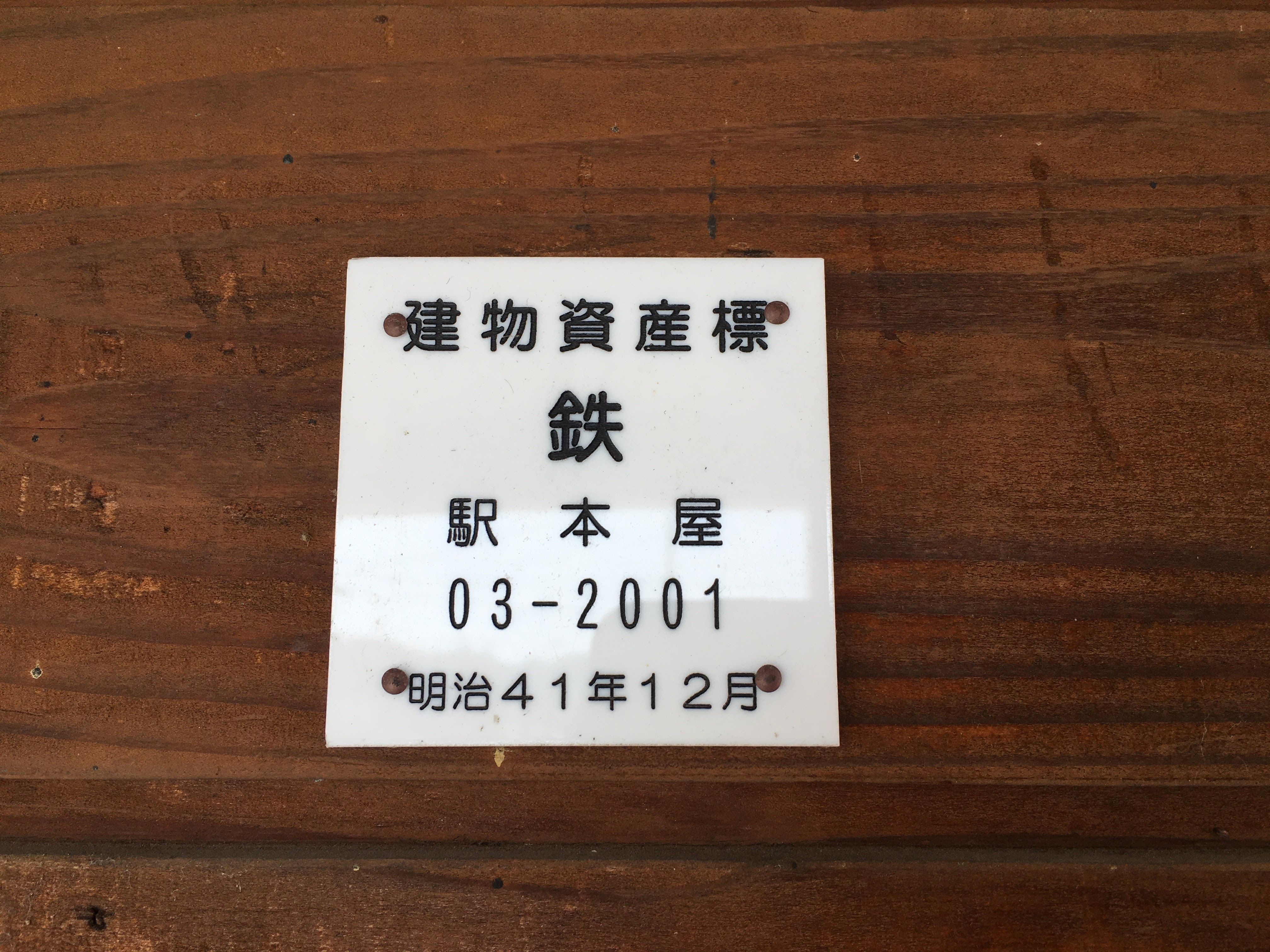
駅舎本屋建物財産標
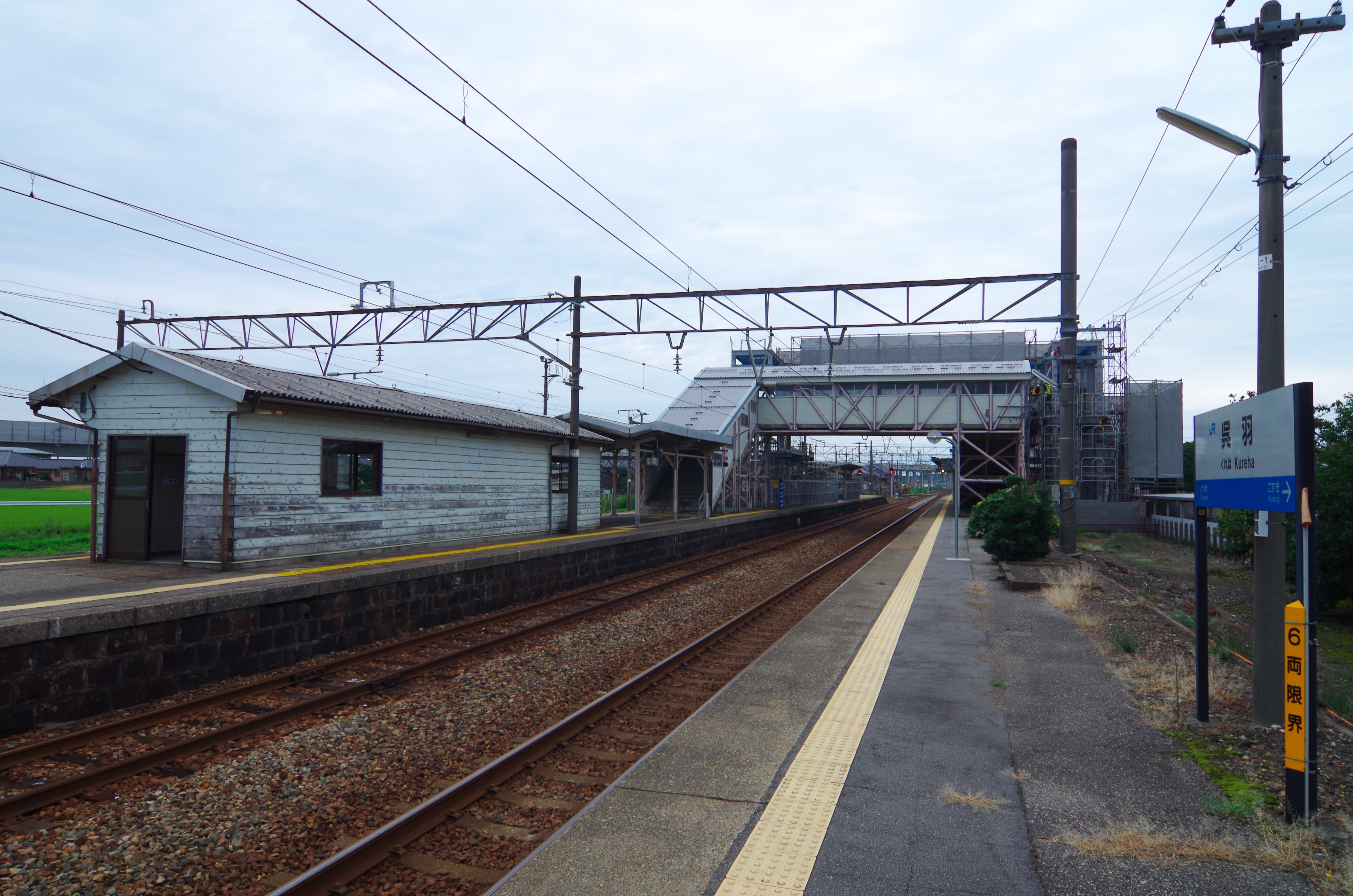
JR線時代のホーム
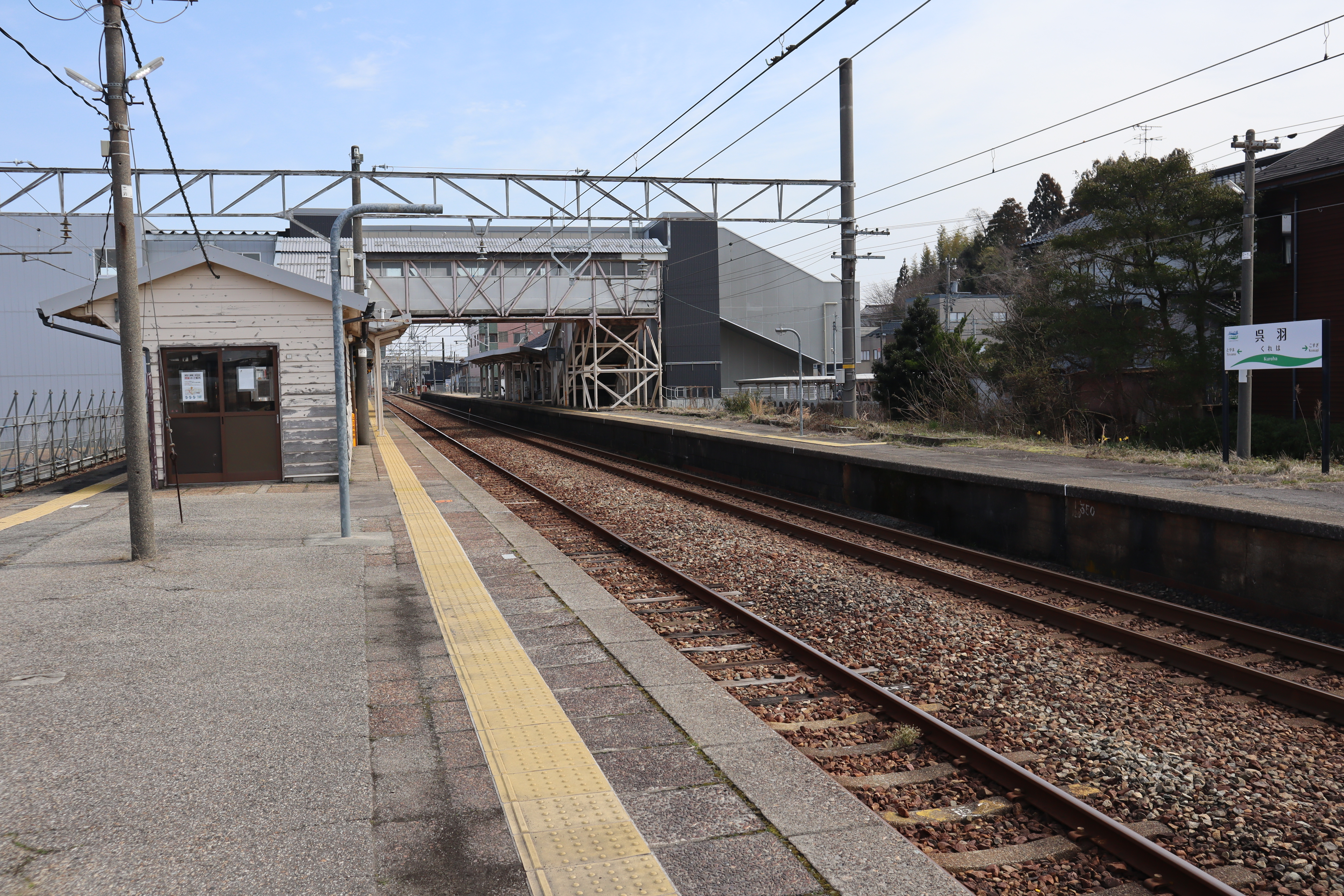
あいの風とやま鉄道移管後のホーム
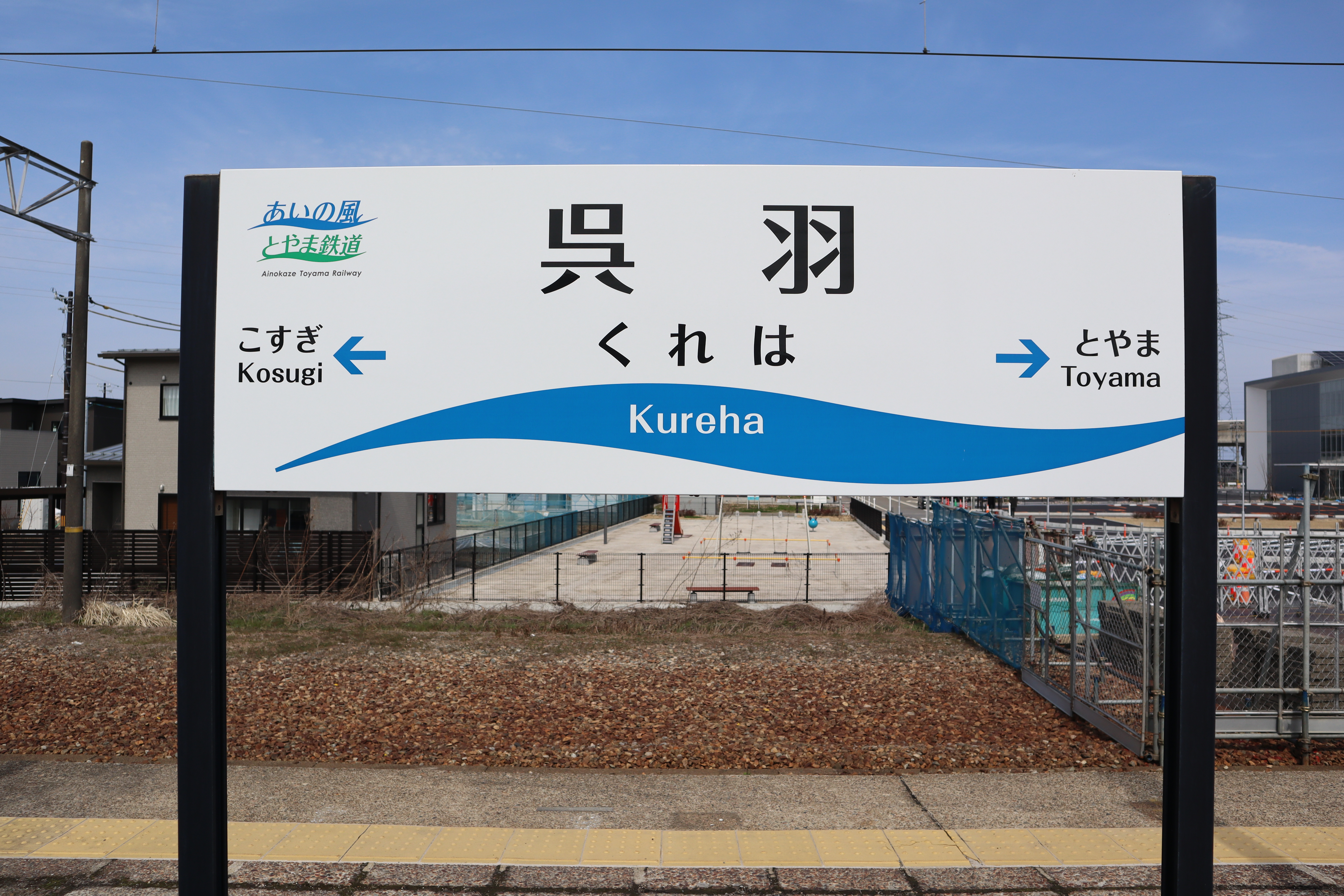
駅名標

### のりば
| 番線 | 路線                  | 方向 | 行先           | 備考                            |
| ---- | --------------------- | ---- | -------------- | ------------------------------- |
| 1    | ■あいの風とやま鉄道線 | 上り | 高岡・金沢方面 |                                 |
| 2    | ■あいの風とやま鉄道線 | 上り | 高岡・金沢方面 | 一部除き上りが停車              |
| 2    | ■あいの風とやま鉄道線 | 下り | 富山・魚津方面 | 呉羽駅始発の下り2本と一部の列車 |
| 3    | ■あいの風とやま鉄道線 | 下り | 富山・魚津方面 |                                 |

### 到着メロディ
2017年（平成29年）3月の新旅客案内システム導入に伴い、他の富山市内の駅と共通で、2012年（平成24年）に「富山県ふるさとの歌」として制作された「ふるさとの空」（久石譲作曲）のイントロ部のアレンジが到着メロディとして使用開始された。

## 貨物取扱

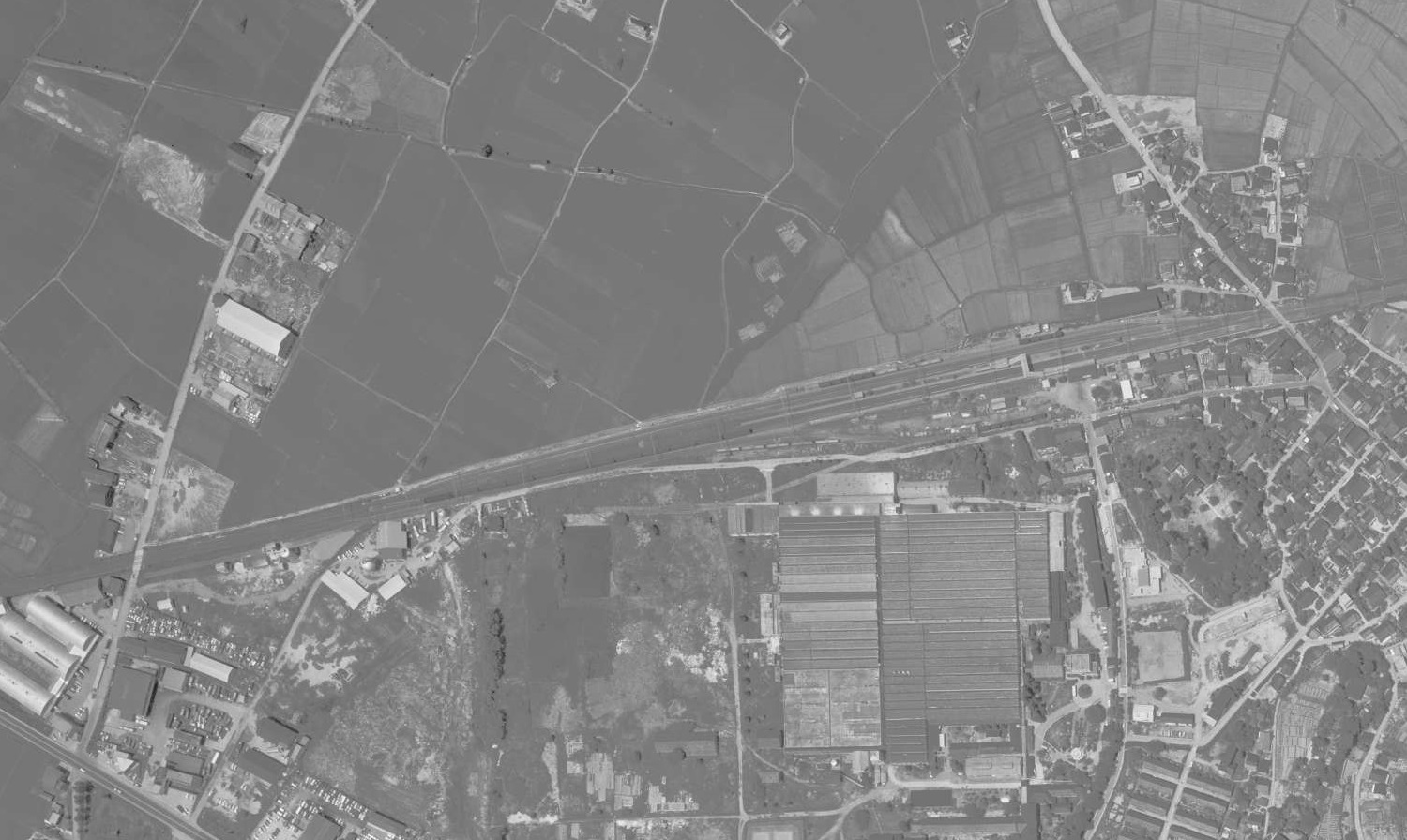
1970年（昭和45年）当時の呉羽駅周辺航空写真

当駅における貨物取扱は、1984年（昭和59年）2月1日に廃止された。
1930年（昭和5年）12月5日付『鉄道公報』附録通報「専用線一覧（運輸局）」によると、当駅接続の専用線は次の通りであった。
- 呉羽紡績線（動力：手押、作業粁程：0.5粁）

1953年（昭和28年）10月10日付『鉄道公報』第1254号通報専用線一覧別表掲載中、当駅接続の専用線は次の通りであった。
- 呉羽紡績線（動力：手押、作業粁程：0.5粁）

1970年（昭和45年）10月1日現在における当駅接続の専用線は以下の通りであった。
- 東洋紡績線（通運事業者：日本通運、動力：日本通運所有機関車、作業粁程：0.5粁、総延長粁程：0.5粁）
- 北日本物産線（通運事業者：日本通運、動力：日本通運所有機関車、作業粁程：0.1粁、総延長粁程：0.1粁）
- 大阪セメント線（通運事業者：日本通運、動力：日本通運所有機関車、作業粁程：0.3粁、総延長粁程：0.3粁）

1983年（昭和58年）4月1日現在における当駅接続の専用線は以下の通りであった。
- 大阪セメント線（通運事業者等：日本通運、動力：日本通運所有機関車、作業粁程：0.3粁、総延長粁程：0.3粁）

## 利用状況
2023年（令和2年）度の1日平均乗車人員は1,586人である。
近年の1日平均乗車人員の推移は以下の通りである。
| 年度   | 1日平均 乗車人員 |
| ------ | ---------------- |
| 1995年 | 2,176            |
| 1996年 | 2,211            |
| 1997年 | 2,096            |
| 1998年 | 2,052            |
| 1999年 | 2,063            |
| 2000年 | 2,030            |
| 2001年 | 1,933            |
| 2002年 | 1,842            |
| 2003年 | 1,758            |
| 2004年 | 1,724            |
| 2005年 | 1,719            |
| 2006年 | 1,713            |
| 2007年 | 1,720            |
| 2008年 | 1,737            |
| 2009年 | 1,718            |
| 2010年 | 1,745            |
| 2011年 | 1,664            |
| 2012年 | 1,719            |
| 2013年 | 1,725            |
| 2014年 | 1,539            |
| 2015年 | 1,734            |
| 2016年 | 1,703            |
| 2017年 | 1,681            |
| 2018年 | 1,686            |
| 2019年 | 1,676            |
| 2020年 | 1,323            |
| 2021年 | 1,472            |
| 2022年 | 1,556            |
| 2023年 | 1,586            |

備考
1. ↑  2014年度は2015年3月13日までの計347日間に集計したデータ。3月14日から3月31日までの18日間における1日平均乗車人員は1,397人。

## 駅周辺
- 富山市民芸術創造センター
- 桐朋学園大学院大学富山キャンパス
- 桐朋オーケストラ・アカデミー
- 富山県立呉羽高等学校
- 富山市立呉羽中学校
- 富山市立呉羽小学校
- 富山市立呉羽幼稚園
- 姉倉比売神社
- 原信呉羽店
- アルビス 呉羽東店

## 路線バス
駅舎前にはコミュニティバスが乗り入れている。また、これ以外の駅最寄りのバス停は、駅から県道吉作小竹線を南進して徒歩約10分、県道富山高岡線（旧 国道8号）と交わる呉羽本町交差点付近に設置されている。

### 駅前発着
呉羽駅
- 呉羽いきいきバス
  - 長岡・寒江ルート
  - 老田・古沢・池多ルート

JR呉羽駅前
- 射水市コミュニティバス
  - 新湊・呉羽駅線

呉羽
- 富山地方鉄道バス
  - [10][11] 富山駅前 行き
  - [10] 小杉・高岡駅前 行き
  - [11] 新湊車庫 行き
  - [19] 富山短期大学 行き

## 隣の駅
あいの風とやま鉄道
■あいの風とやま鉄道線
小杉駅 - 呉羽駅 - 富山駅